# Pitthea continua
Pitthea continua là một loài bướm đêm trong họ Geometridae.